# Novotel-Ligue (2023/2024)
Novotel-Ligue 2023/2024 – 66. sezon mistrzostw Luksemburga w piłce siatkowej zorganizowany przez Luksemburski Związek Piłki Siatkowej (Fédération Luxembourgeoise de Volleyball, FLVB). Zainaugurowany został 30 września 2023 roku i trwał do 28 kwietnia 2024 roku.
W Novotel-Ligue uczestniczyło osiem drużyn. Do najwyższej klasy rozgrywkowej dołączył klub VB Amber-Lënster. Rozgrywki składały się z fazy zasadniczej, fazy play-off oraz fazy play-down. W fazie zasadniczej zespoły rozegrały między sobą po dwa spotkania. W fazie play-off uczestniczyły cztery najlepsze drużyny fazy zasadniczej. Faza play-off obejmowała półfinały, mecz o 3. miejsce i finały. W fazie-play down rywalizacja toczyła się o miejsca 5-8.
Po raz osiemnasty, jednocześnie czwarty raz z rzędu, mistrzem Luksemburga został VC Stroossen, który w finałach fazy play-off pokonał Volley Bartreng. Trzecie miejsce zajął VC Lorentzweiler.

## System rozgrywek
Novotel-Ligue w sezonie 2023/2024 składała się z fazy zasadniczej, fazy play-off oraz fazy play-down.

### Faza zasadnicza
W fazie zasadniczej uczestniczyło 8 drużyn. Rozegrały one między sobą po dwa spotkania systemem kołowym (mecz u siebie i rewanż na wyjeździe). Cztery najlepsze drużyny awansowały do fazy play-off, pozostałe trafiły do fazy play-down.

### Faza play-off
Faza play-off składała się z półfinałów, meczu o 3. miejsce i finałów.
Pary półfinałowe utworzone zostały na podstawie miejsc z fazy zasadniczej według klucza: 1-4, 2-3. Rywalizacja toczyła się do dwóch zwycięstw ze zmianą gospodarza po każdym spotkaniu. Gospodarzem pierwszego meczu była drużyna, która w fazie zasadniczej zajęła wyższe miejsce.
Przegrani w parach półfinałowych rozegrali jedno spotkanie o 3. miejsce. Jego gospodarzem była drużyna, która w fazie zasadniczej zajęła wyższe miejsce.
W finałach rywalizacja toczyła się do dwóch zwycięstw na zasadach analogicznych jak w półfinałach.

### Faza play-down
W fazie play-down drużyny rywalizowały o miejsca 5-8. Rozegrały one między sobą po dwa spotkania systemem kołowym (mecz u siebie i rewanż na wyjeździe). Do tabeli wliczone zostały wszystkie punkty zdobyte przez poszczególne drużyny w fazie zasadniczej. Zespół, który zajął 7. miejsce w klasyfikacji końcowej, trafił do baraży, gdzie rywalizował z drugą drużyną z Division 1. Drużyna z ostatniego miejsca w tabeli spadła do Division 1.
W barażach zespoły rozegrały jeden mecz na neutralnym terenie.

## Drużyny uczestniczące
W Novotel-Ligue w sezonie 2023/2024 uczestniczyło 8 drużyn. Do najwyższej klasy rozgrywkowej dołączył wicemistrz Division 1 w sezonie 2022/2023 – VB Amber-Lënster.
| Novotel-Ligue 2023/2024                                                               | Novotel-Ligue 2023/2024 |                  |
| ------------------------------------------------------------------------------------- | ----------------------- | ---------------- |
| VC Stroossen                                                                          | 1                       | Puchar Challenge |
| Volley Bartreng                                                                       | 2                       |                  |
| VC Lorentzweiler                                                                      | 3                       | Puchar Challenge |
| CHEV Diekirch                                                                         | 4                       |                  |
| VB Echternach                                                                         | 5                       |                  |
| VC Fentange                                                                           | 6                       |                  |
| VC Belair                                                                             | 7                       |                  |
| Awans z Division 1                                                                    |                         |                  |
| VB Amber-Lënster                                                                      | 2                       |                  |
| Oznaczenia: - kolumna druga – miejsce zajęte przez daną drużynę w poprzednim sezonie. |                         |                  |

### Awanse i spadki
| Poz. | Spadek z Novotel-Ligue 2022/2023 |
| ---- | -------------------------------- |
| 8.   | Escher VBC                       |

| Poz. | Awans z Division 1 2022/2023 |
| ---- | ---------------------------- |
| 2.   | VB Amber-Lënster             |

## Hale sportowe
| Drużyna          | Hala sportowa                    | Miejscowość   | *     |
| ---------------- | -------------------------------- | ------------- | ----- |
| CHEV Diekirch    | Hall omnisports                  | Diekirch      |       |
| VB Amber-Lënster | Sportshal Aal Primärschoul       | Junglinster   |       |
| VB Echternach    | Centre scolaire et sportif       | Waldbillig    |       |
| VC Belair        | Centre sportif Belair            | Luksemburg    |       |
| VC Fentange      | Centre sportif Holleschberg      | Hesperange    |       |
| VC Lorentzweiler | Hall des sports                  | Lorentzweiler |       |
| VC Stroossen     | Hall omnisports                  | Strassen      |       |
| Volley Bartreng  | Centre sportif Niki Bettendorf   | Bertrange     | [ b ] |
| Volley Bartreng  | Centre culturel et sportif Atert | Bertrange     | [ b ] |
| Źródło:          |                                  |               |       |

## Faza zasadnicza

### Tabela wyników
| Gospodarz \ Gość1 | STR | BRT | LOR | DIE | ETR | FEN | BEL | AM-LË |
| ----------------- | --- | --- | --- | --- | --- | --- | --- | ----- |
| VC Stroossen      | -   | 3:1 | 3:2 | 3:0 | 3:0 | 3:0 | 3:0 | 3:0   |
| Volley Bartreng   | 3:1 | -   | 2:3 | 3:0 | 3:0 | 2:3 | 3:0 | 3:0   |
| VC Lorentzweiler  | 2:3 | 3:2 | -   | 3:2 | 3:0 | 3:0 | 3:1 | 3:0   |
| CHEV Diekirch     | 0:3 | 2:3 | 0:3 | -   | 3:0 | 3:2 | 3:1 | 3:0   |
| VB Echternach     | 0:3 | 0:3 | 0:3 | 1:3 | -   | 3:2 | 3:2 | 3:0   |
| VC Fentange       | 0:3 | 0:3 | 0:3 | 3:1 | 3:0 | -   | 3:1 | 3:0   |
| VC Belair         | 0:3 | 0:3 | 1:3 | 1:3 | 0:3 | 1:3 | -   | 3:2   |
| VB Amber-Lënster  | 0:3 | 0:3 | 0:3 | 0:3 | 0:3 | 1:3 | 0:3 | -     |

Źródło: 
1 Drużyna gospodarzy jest wymieniona po lewej stronie tabeli.
Uwaga: Oba mecze pomiędzy VC Belair a VB Echternach odbyły się w dzielnicy miasta Luksemburg – Belair.
Kolory:
  zwycięstwo gospodarzy 3:0 lub 3:1
  zwycięstwo gospodarzy 3:2
  zwycięstwo gości 3:0 lub 3:1
  zwycięstwo gości 3:2

### Terminarz i wyniki spotkań
| Data                                                            | Godz. | Gospodarz        | Rezultat                                | Gość             |
| --------------------------------------------------------------- | ----- | ---------------- | --------------------------------------- | ---------------- |
| 1. KOLEJKA                                                      |       |                  |                                         |                  |
| 30.09.2023                                                      | 19:00 | VC Stroossen     | 3:0 (25:5, 25:17, 25:8)                 | VB Amber-Lënster |
| 1.10.2023                                                       | 19:00 | Volley Bartreng  | 3:0 (25:13, 25:18, 25:20)               | VC Belair        |
| 30.09.2023                                                      | 19:30 | VC Lorentzweiler | 3:0 (25:16, 25:10, 25:16)               | VC Fentange      |
| 30.09.2023                                                      | 17:30 | CHEV Diekirch    | 3:0 (26:24, 25:22, 25:20)               | VB Echternach    |
| 2. KOLEJKA                                                      |       |                  |                                         |                  |
| 7.10.2023                                                       | 19:30 | VC Stroossen     | 3:0 (25:13, 25:18, 25:12)               | VC Belair        |
| 8.10.2023                                                       | 19:00 | VC Fentange      | 0:3 (21:25, 19:25, 20:25)               | Volley Bartreng  |
| 7.10.2023                                                       | 19:30 | VC Lorentzweiler | 3:0 (25:13, 25:14, 25:23)               | VB Echternach    |
| 7.10.2023                                                       | 20:00 | VB Amber-Lënster | 0:3 (20:25, 20:25, 17:25)               | CHEV Diekirch    |
| 3. KOLEJKA                                                      |       |                  |                                         |                  |
| 14.10.2023                                                      | 20:00 | VC Stroossen     | 3:0 (25:20, 25:17, 25:20)               | VC Fentange      |
| 14.10.2023                                                      | 18:00 | VB Echternach    | 0:3 (13:25, 16:25, 12:25)               | Volley Bartreng  |
| 14.10.2023                                                      | 19:30 | VC Lorentzweiler | 3:2 (19:25, 23:25, 25:21, 25:22, 15:11) | CHEV Diekirch    |
| 15.10.2023                                                      | 19:00 | VC Belair        | 3:2 (25:20, 25:19, 23:25, 24:26, 15:5)  | VB Amber-Lënster |
| 4. KOLEJKA                                                      |       |                  |                                         |                  |
| 21.10.2023                                                      | 19:00 | VB Echternach    | 0:3 (15:25, 18:25, 15:25)               | VC Stroossen     |
| 22.10.2023                                                      | 18:00 | CHEV Diekirch    | 2:3 (28:26, 25:23, 19:25, 15:25, 13:15) | Volley Bartreng  |
| 21.10.2023                                                      | 20:00 | VB Amber-Lënster | 0:3 (20:25, 10:25, 10:25)               | VC Lorentzweiler |
| 21.10.2023                                                      | 19:00 | VC Fentange      | 3:1 (25:17, 25:13, 26:28, 25:17)        | VC Belair        |
| 5. KOLEJKA                                                      |       |                  |                                         |                  |
| 12.11.2023                                                      | 18:00 | VC Stroossen     | 3:0 (25:17, 25:11, 25:18)               | CHEV Diekirch    |
| 11.11.2023                                                      | 19:30 | Volley Bartreng  | 2:3 (20:25, 24:26, 25:21, 25:18, 11:15) | VC Lorentzweiler |
| 12.11.2023                                                      | 19:00 | VC Belair        | 0:3 (21:25, 15:25, 20:25)               | VB Echternach    |
| 12.11.2023                                                      | 19:00 | VC Fentange      | 3:0 (25:16, 25:17, 25:12)               | VB Amber-Lënster |
| 6. KOLEJKA                                                      |       |                  |                                         |                  |
| 18.11.2023                                                      | 19:30 | VC Lorentzweiler | 2:3 (22:25, 25:23, 18:25, 25:21, 13:15) | VC Stroossen     |
| 18.11.2023                                                      | 20:00 | VB Amber-Lënster | 0:3 (16:25, 14:25, 10:25)               | Volley Bartreng  |
| 18.11.2023                                                      | 20:00 | CHEV Diekirch    | 3:1 (22:25, 25:22, 25:13, 25:21)        | VC Belair        |
| 18.11.2023                                                      | 19:00 | VB Echternach    | 3:2 (21:25, 20:25, 25:20, 25:21, 15:9)  | VC Fentange      |
| 7. KOLEJKA                                                      |       |                  |                                         |                  |
| 25.11.2023                                                      | 20:00 | VC Stroossen     | 3:1 (25:22, 15:25, 25:20, 25:13)        | Volley Bartreng  |
| 26.11.2023                                                      | 19:00 | VC Belair        | 1:3 (16:25, 22:25, 25:21, 18:25)        | VC Lorentzweiler |
| 25.11.2023                                                      | 20:00 | VC Fentange      | 3:1 (25:19, 25:20, 23:25, 25:18)        | CHEV Diekirch    |
| 25.11.2023                                                      | 20:00 | VB Amber-Lënster | 0:3 (14:25, 12:25, 16:25)               | VB Echternach    |
| 8. KOLEJKA                                                      |       |                  |                                         |                  |
| 2.12.2023                                                       | 20:00 | VB Amber-Lënster | 0:3 (13:25, 13:25, 15:25)               | VC Stroossen     |
| 30.11.2023                                                      | 20:30 | VC Belair        | 0:3 (20:25, 17:25, 12:25)               | Volley Bartreng  |
| 3.12.2023                                                       | 19:00 | VC Fentange      | 0:3 (15:25, 22:25, 21:25)               | VC Lorentzweiler |
| 2.12.2023                                                       | 19:00 | VB Echternach    | 1:3 (24:26, 25:20, 22:25, 18:25)        | CHEV Diekirch    |
| 9. KOLEJKA                                                      |       |                  |                                         |                  |
| 10.12.2023                                                      | 19:00 | VC Belair        | 0:3 (11:25, 17:25, 15:25)               | VC Stroossen     |
| 9.12.2023                                                       | 19:30 | Volley Bartreng  | 2:3 (25:19, 25:17, 23:25, 23:25, 10:15) | VC Fentange      |
| 9.12.2023                                                       | 18:00 | VB Echternach    | 0:3 (14:25, 16:25, 23:25)               | VC Lorentzweiler |
| 10.12.2023                                                      | 17:30 | CHEV Diekirch    | 3:0 (25:17, 25:19, 25:19)               | VB Amber-Lënster |
| 10. KOLEJKA                                                     |       |                  |                                         |                  |
| 16.12.2023                                                      | 20:00 | VC Fentange      | 0:3 (19:25, 10:25, 11:25)               | VC Stroossen     |
| 16.12.2023                                                      | 19:30 | Volley Bartreng  | 3:0 (25:12, 25:18, 25:21)               | VB Echternach    |
| 16.12.2023                                                      | 18:00 | CHEV Diekirch    | 0:3 (18:25, 23:25, 17:25)               | VC Lorentzweiler |
| 16.12.2023                                                      | 20:00 | VB Amber-Lënster | 0:3 (22:25, 20:25, 18:25)               | VC Belair        |
| 11. KOLEJKA                                                     |       |                  |                                         |                  |
| 13.01.2024                                                      | 20:00 | VC Stroossen     | 3:0 (25:19, 25:16, 25:20)               | VB Echternach    |
| 13.01.2024                                                      | 20:00 | Volley Bartreng  | 3:0 (25:22, 25:16, 25:18)               | CHEV Diekirch    |
| 13.01.2024                                                      | 19:30 | VC Lorentzweiler | 3:0 (25:10, 25:14, 25:15)               | VB Amber-Lënster |
| 13.01.2024                                                      | 20:00 | VC Belair        | 1:3 (28:26, 19:25, 16:25, 16:25)        | VC Fentange      |
| 12. KOLEJKA                                                     |       |                  |                                         |                  |
| 20.01.2024                                                      | 18:00 | CHEV Diekirch    | 0:3 (21:25, 23:25, 18:25)               | VC Stroossen     |
| 20.01.2024                                                      | 19:30 | VC Lorentzweiler | 3:2 (25:21, 15:25, 16:25, 25:19, 15:3)  | Volley Bartreng  |
| 6.02.2024                                                       | 20:00 | VC Belair        | 2:3 (21:25, 20:25, 25:21, 26:24, 14:16) | VB Echternach    |
| 20.01.2024                                                      | 19:00 | VB Amber-Lënster | 1:3 (21:25, 15:25, 25:23, 14:25)        | VC Fentange      |
| 13. KOLEJKA                                                     |       |                  |                                         |                  |
| 27.01.2024                                                      | 20:00 | VC Stroossen     | 3:2 (21:25, 25:19, 18:25, 25:17, 17:15) | VC Lorentzweiler |
| 27.01.2024                                                      | 18:00 | Volley Bartreng  | 3:0 (25:12, 25:9, 25:13)                | VB Amber-Lënster |
| 28.01.2024                                                      | 19:00 | VC Belair        | 1:3 (23:25, 25:17, 20:25, 24:26)        | CHEV Diekirch    |
| 27.01.2024                                                      | 18:30 | VC Fentange      | 3:0 (25:23, 25:11, 25:17)               | VB Echternach    |
| 14. KOLEJKA                                                     |       |                  |                                         |                  |
| 4.02.2024                                                       | 18:00 | Volley Bartreng  | 3:1 (18:25, 25:21, 25:23, 27:25)        | VC Stroossen     |
| 3.02.2023                                                       | 19:30 | VC Lorentzweiler | 3:1 (25:17, 25:19, 18:25, 25:13)        | VC Belair        |
| 3.02.2023                                                       | 20:00 | CHEV Diekirch    | 3:2 (18:25, 25:22, 21:25, 25:17, 15:9)  | VC Fentange      |
| 8.02.2023                                                       | 20:30 | VB Echternach    | 3:0 (25:16, 25:21, 25:17)               | VB Amber-Lënster |
| Wszystkie godziny według czasu lokalnego (UTC+1/UTC+2). Źródło: |       |                  |                                         |                  |

### Tabela
| Lp.                                   | Drużyna          | Pkt | Mecze | Mecze | Mecze | Rodzaj wyniku | Rodzaj wyniku | Rodzaj wyniku | Rodzaj wyniku | Rodzaj wyniku | Rodzaj wyniku | Sety | Sety | Sety  | Małe punkty | Małe punkty | Małe punkty |
| Lp.                                   | Drużyna          | Pkt | M     | W     | P     | 3:0           | 3:1           | 3:2           | 2:3           | 1:3           | 0:3           | wyg. | prz. | stos. | zdob.       | str.        | stos.       |
| ------------------------------------- | ---------------- | --- | ----- | ----- | ----- | ------------- | ------------- | ------------- | ------------- | ------------- | ------------- | ---- | ---- | ----- | ----------- | ----------- | ----------- |
| 1                                     | VC Stroossen     | 37  | 14    | 13    | 1     | 10            | 1             | 2             | 0             | 1             | 0             | 40   | 8    | 5     | 1149        | 844         | 1.36        |
| 2                                     | VC Lorentzweiler | 35  | 14    | 12    | 2     | 7             | 2             | 3             | 2             | 0             | 0             | 40   | 14   | 2.86  | 1226        | 1012        | 1.21        |
| 3                                     | Volley Bartreng  | 32  | 14    | 10    | 4     | 8             | 1             | 1             | 3             | 1             | 0             | 37   | 15   | 2.47  | 1193        | 968         | 1.23        |
| 4                                     | CHEV Diekirch    | 22  | 14    | 7     | 7     | 3             | 3             | 1             | 2             | 1             | 4             | 26   | 26   | 1     | 1124        | 1157        | 0.97        |
| 5                                     | VC Fentange      | 22  | 14    | 7     | 7     | 2             | 4             | 1             | 2             | 0             | 5             | 25   | 27   | 0.93  | 1104        | 1098        | 1.01        |
| 6                                     | VB Echternach    | 13  | 14    | 5     | 9     | 3             | 0             | 2             | 0             | 1             | 8             | 16   | 31   | 0.52  | 946         | 1055        | 0.9         |
| 7                                     | VC Belair        | 6   | 14    | 2     | 12    | 1             | 0             | 1             | 1             | 6             | 5             | 14   | 38   | 0.37  | 1017        | 1222        | 0.83        |
| 8                                     | VB Amber-Lënster | 1   | 14    | 0     | 14    | 0             | 0             | 0             | 1             | 1             | 12            | 3    | 42   | 0.07  | 707         | 1110        | 0.64        |
| Legenda: faza play-off faza play-down |                  |     |       |       |       |               |               |               |               |               |               |      |      |       |             |             |             |

Źródło: 
Punktacja: 3:0 i 3:1 – 3 pkt; 3:2 – 2 pkt; 2:3 – 1 pkt; 1:3 i 0:3 – 0 pkt
Zasady ustalania kolejności: 1. liczba punktów; 2. liczba zwycięstw; 3. stosunek setów; 4. stosunek małych punktów; 5. bilans w bezpośrednich meczach

## Faza play-off
Wszystkie godziny według czasu lokalnego (UTC+1/UTC+2).

### Drabinka
|  |           |                  |                  |                  |                   |   |   |              |        |        |        |        |
|  | Półfinały | Półfinały        | Półfinały        | Półfinały        | Półfinały         |   |   | Finały       | Finały | Finały | Finały | Finały |
|  | Półfinały | Półfinały        | Półfinały        | Półfinały        | Półfinały         |   |   | Finały       | Finały | Finały | Finały | Finały |
|  |           |                  |                  |                  |                   |   |   |              |        |        |        |        |
|  |           |                  |                  |                  |                   |   |   |              |        |        |        |        |
|  | 1         | VC Stroossen     | 3                | 3                |                   |   |   |              |        |        |        |        |
|  | 1         | VC Stroossen     | 3                | 3                |                   |   |   |              |        |        |        |        |
|  | 4         | CHEV Diekirch    | 1                | 0                |                   |   |   |              |        |        |        |        |
|  | 4         | CHEV Diekirch    | 1                | 0                |                   |   | 1 | VC Stroossen | 3      | 3      |        |        |
|  |           |                  |                  |                  |                   |   | 1 | VC Stroossen | 3      | 3      |        |        |
|  |           |                  | 3                | Volley Bartreng  | 1                 | 0 |   |              |        |        |        |        |
|  | 2         | VC Lorentzweiler | 3                | Volley Bartreng  | 1                 | 0 | 2 | 0            |        |        |        |        |
|  | 2         | VC Lorentzweiler |                  |                  |                   |   |   |              |        |        |        |        |
|  | 3         | Volley Bartreng  | 3                | 3                |                   |   |   |              |        |        |        |        |
|  | 3         | Volley Bartreng  | 3                | 3                | Mecz o 3. miejsce |   |   |              |        |        |        |        |
|  |           |                  |                  |                  |                   |   |   |              |        |        |        |        |
|  |           |                  |                  |                  |                   |   |   |              |        |        |        |        |
|  |           |                  |                  |                  |                   |   |   |              |        |        |        |        |
|  | 2         | VC Lorentzweiler | VC Lorentzweiler | VC Lorentzweiler | 3                 |   |   |              |        |        |        |        |
|  | 2         | VC Lorentzweiler | VC Lorentzweiler | VC Lorentzweiler | 3                 |   |   |              |        |        |        |        |
|  | 4         | CHEV Diekirch    | CHEV Diekirch    | CHEV Diekirch    | 0                 |   |   |              |        |        |        |        |
|  | 4         | CHEV Diekirch    | CHEV Diekirch    | CHEV Diekirch    | 0                 |   |   |              |        |        |        |        |

### Półfinały
Format: do dwóch zwycięstw
| Data                 | Godz.                | Gospodarz            | Rezultat                                | Gość                |
| -------------------- | -------------------- | -------------------- | --------------------------------------- | ------------------- |
| VC Stroossen (1)     | VC Stroossen (1)     | VC Stroossen (1)     | 2 – 0                                   | (4) CHEV Diekirch   |
| 2.03.2024            | 19:30                | VC Stroossen         | 3:1 (25:12, 22:25, 25:17, 25:8)         | CHEV Diekirch       |
| 10.03.2024           | 18:00                | CHEV Diekirch        | 0:3 (11:25, 18:25, 22:25)               | VC Stroossen        |
| VC Lorentzweiler (2) | VC Lorentzweiler (2) | VC Lorentzweiler (2) | 0 – 2                                   | (3) Volley Bartreng |
| 2.03.2024            | 20:00                | VC Lorentzweiler     | 2:3 (25:23, 19:25, 23:25, 28:26, 12:15) | Volley Bartreng     |
| 9.03.2024            | 19:00                | Volley Bartreng      | 3:0 (25:21, 25:20, 25:23)               | VC Lorentzweiler    |

Źródło: 

### Mecz o 3. miejsce
Format: jeden mecz
| Data       | Godz. | Gospodarz        | Rezultat                  | Gość          |
| ---------- | ----- | ---------------- | ------------------------- | ------------- |
| 27.03.2024 | 20:00 | VC Lorentzweiler | 3:0 (25:22, 25:22, 25:17) | CHEV Diekirch |

Źródło: 

### Finały
Format: do dwóch zwycięstw
| Data             | Godz.            | Gospodarz        | Rezultat                         | Gość                |
| ---------------- | ---------------- | ---------------- | -------------------------------- | ------------------- |
| VC Stroossen (1) | VC Stroossen (1) | VC Stroossen (1) | 2 – 0                            | (3) Volley Bartreng |
| 13.04.2024       | 20:00            | VC Stroossen     | 3:1 (25:17, 22:25, 25:23, 25:12) | Volley Bartreng     |
| 20.04.2024       | 17:30            | Volley Bartreng  | 0:3 (25:27, 29:31, 19:25)        | VC Stroossen        |

Źródło: 

## Faza play-down

### Tabela wyników
| Gospodarz \ Gość1 | FEN | ETR | BEL | AM-LË |
| ----------------- | --- | --- | --- | ----- |
| VC Fentange       | -   | 2:3 | 3:0 | 3:0   |
| VB Echternach     | 3:1 | -   | 3:0 | 3:0   |
| VC Belair         | 1:3 | 0:3 | -   | 3:0   |
| VB Amber-Lënster  | 0:3 | 0:3 | 3:1 | -     |

Źródło: 
1 Drużyna gospodarzy jest wymieniona po lewej stronie tabeli.
Kolory:
  zwycięstwo gospodarzy 3:0 lub 3:1
  zwycięstwo gospodarzy 3:2
  zwycięstwo gości 3:0 lub 3:1
  zwycięstwo gości 3:2

### Terminarz i wyniki spotkań
| Data                                                            | Godz. | Gospodarz        | Rezultat                                | Gość             |
| --------------------------------------------------------------- | ----- | ---------------- | --------------------------------------- | ---------------- |
| 1. KOLEJKA                                                      |       |                  |                                         |                  |
| 3.03.2024                                                       | 19:30 | VC Belair        | 1:3 (26:24, 18:25, 14:25, 21:25)        | VC Fentange      |
| 2.03.2024                                                       | 18:00 | VB Amber-Lënster | 0:3 (17:25, 17:25, 17:25)               | VB Echternach    |
| 2. KOLEJKA                                                      |       |                  |                                         |                  |
| 9.03.2024                                                       | 19:00 | VC Fentange      | 3:0 (25:17, 25:9, 25:7)                 | VB Amber-Lënster |
| 9.03.2024                                                       | 16:00 | VB Echternach    | 3:0 (25:22, 25:22, 25:13)               | VC Belair        |
| 3. KOLEJKA                                                      |       |                  |                                         |                  |
| 16.03.2024                                                      | 19:00 | VC Fentange      | 2:3 (18:25, 21:25, 25:19, 25:22, 16:18) | VB Echternach    |
| 17.03.2024                                                      | 20:00 | VC Belair        | 3:0 (25:0, 25:0, 25:0)                  | VB Amber-Lënster |
| 4. KOLEJKA                                                      |       |                  |                                         |                  |
| 13.04.2024                                                      | 16:00 | VB Amber-Lënster | 0:3 (15:25, 12:25, 15:25)               | VC Fentange      |
| 18.04.2024                                                      | 20:30 | VC Belair        | 0:3 (18:25, 22:25, 17:25)               | VB Echternach    |
| 5. KOLEJKA                                                      |       |                  |                                         |                  |
| 21.04.2024                                                      | 18:30 | VC Fentange      | 3:0 (25:18, 25:14, 25:11)               | VC Belair        |
| 20.04.2024                                                      | 19:00 | VB Echternach    | 3:0 (25:17, 25:19, 25:16)               | VB Amber-Lënster |
| 6. KOLEJKA                                                      |       |                  |                                         |                  |
| 27.04.2024                                                      | 16:30 | VB Echternach    | 3:1 (26:24, 23:25, 25:21, 26:24)        | VC Fentange      |
| 28.04.2024                                                      | 20:00 | VB Amber-Lënster | 3:1 (20:25, 25:21, 26:24, 25:9)         | VC Belair        |
| Wszystkie godziny według czasu lokalnego (UTC+1/UTC+2). Źródło: |       |                  |                                         |                  |

### Tabela
| Lp.                                  | Drużyna          | Pkt | Mecze | Mecze | Mecze | Rodzaj wyniku | Rodzaj wyniku | Rodzaj wyniku | Rodzaj wyniku | Rodzaj wyniku | Rodzaj wyniku | Sety | Sety | Sety  | Małe punkty | Małe punkty | Małe punkty |
| Lp.                                  | Drużyna          | Pkt | M     | W     | P     | 3:0           | 3:1           | 3:2           | 2:3           | 1:3           | 0:3           | wyg. | prz. | stos. | zdob.       | str.        | stos.       |
| ------------------------------------ | ---------------- | --- | ----- | ----- | ----- | ------------- | ------------- | ------------- | ------------- | ------------- | ------------- | ---- | ---- | ----- | ----------- | ----------- | ----------- |
| 1                                    | VC Fentange      | 35  | 6     | 4     | 2     | 3             | 1             | 0             | 1             | 1             | 0             | 15   | 7    | 2.14  | 523         | 406         | 1.29        |
| 2                                    | VB Echternach    | 30  | 6     | 6     | 0     | 4             | 1             | 1             | 0             | 0             | 0             | 18   | 3    | 6     | 509         | 416         | 1.22        |
| 3                                    | VC Belair        | 9   | 6     | 1     | 5     | 1             | 0             | 0             | 0             | 2             | 3             | 5    | 15   | 0.33  | 390         | 420         | 0.93        |
| 4                                    | VB Amber-Lënster | 4   | 6     | 1     | 5     | 0             | 1             | 0             | 0             | 0             | 5             | 3    | 16   | 0.19  | 274         | 454         | 0.6         |
| Legenda: baraże spadek do Division 1 |                  |     |       |       |       |               |               |               |               |               |               |      |      |       |             |             |             |

Źródło: 
Punktacja: 3:0 i 3:1 – 3 pkt; 3:2 – 2 pkt; 2:3 – 1 pkt; 1:3 i 0:3 – 0 pkt
Zasady ustalania kolejności: 1. liczba punktów; 2. liczba zwycięstw; 3. stosunek setów; 4. stosunek małych punktów; 5. bilans w bezpośrednich meczach
Uwagi: Do tabeli wliczone zostały wszystkie punkty zdobyte przez poszczególne drużyny w fazie zasadniczej.

## Klasyfikacja końcowa
| Lp. | Drużyna          |
| --- | ---------------- |
| 1.  | VC Stroossen     |
| 2.  | Volley Bartreng  |
| 3.  | VC Lorentzweiler |
| 4.  | CHEV Diekirch    |
| 5.  | VC Fentange      |
| 6.  | VB Echternach    |
| 7.  | VC Belair        |
| 8.  | VB Amber-Lënster |

Legenda:
     baraże
     spadek do Division 1

## Baraże
Mecz barażowy nie odbył się, ponieważ 2. miejsce w Division 1 zajął drugi zespół klubu Volley Bartreng, a zgodnie z regulaminem w najwyższej klasie rozgrywkowej mogła występować tylko jedna drużyna danego klubu.